# フォート・インディペンデンス (マサチューセッツ州)
フォート・インディペンデンス（Fort Independence）は、アメリカ合衆国マサチューセッツ州ボストンの港湾防衛のための花崗岩でできた星形要塞。アメリカ国内でイングランド系の要塞で最古のものの1つである。1634年、最初の要塞が建てられ、1701年、「キャッスル・ウィリアム」と呼ばれる、より耐久性に富む建物に建て替えられた。18世紀後期のアメリカ合衆国の独立の頃、イギリス軍により遺棄されていたが再建され、キャッスル・ウィリアムはフォート・アダムズ、その後フォート・インディペンデンスと改名された。1833年から1851年にかけて花崗岩で再建されたものが現存している建物である。現在は州立公園となっており、イベントなどで大砲が撃たれることもある。1970年、アメリカ合衆国国家歴史登録財に認定された。

## 歴史

### キャッスル・ウィリアム

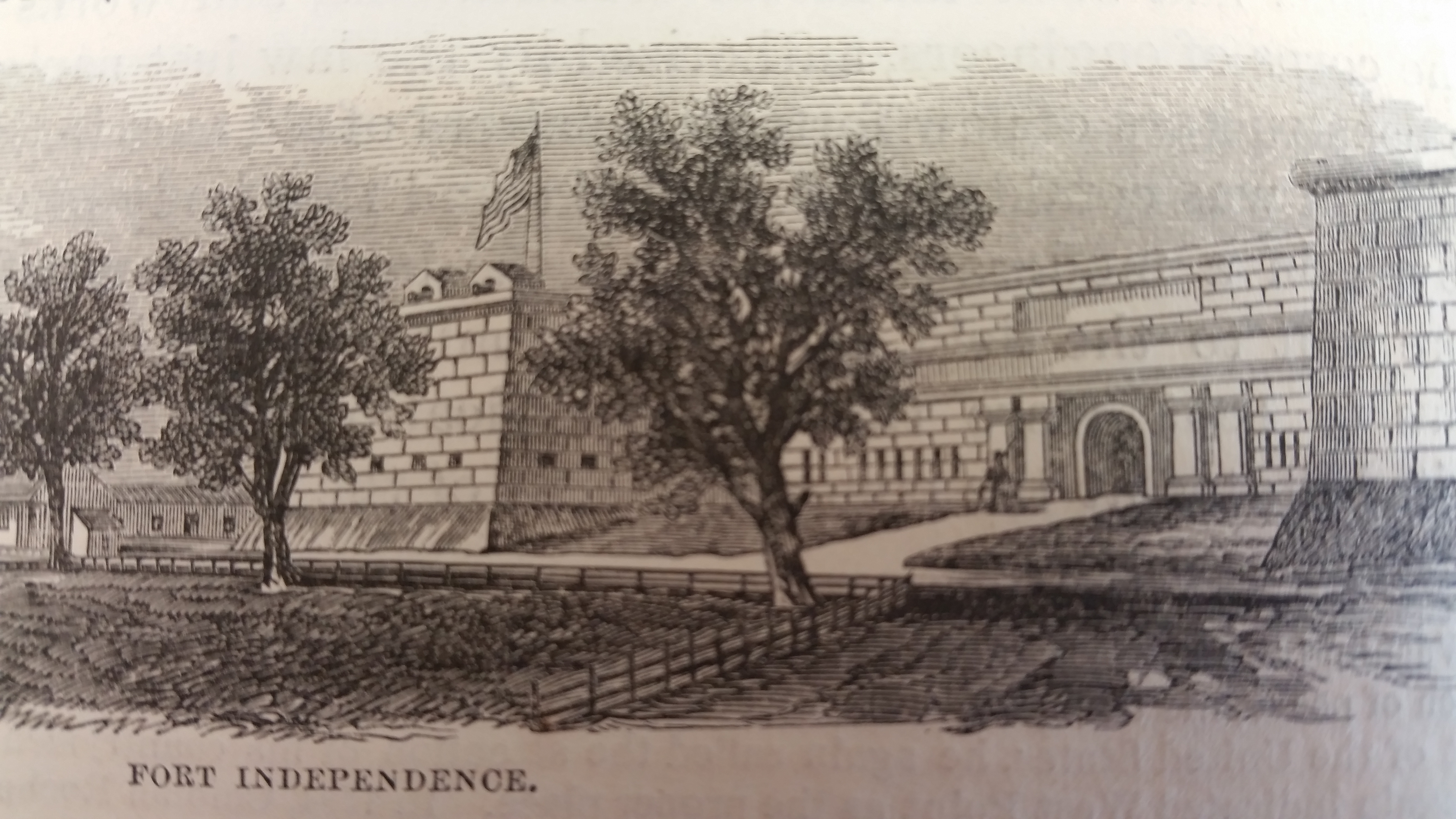
フォート・インディペンデンス

1634年以降、キャッスル・アイランドは様々な要塞の地となっていた。最初の砦はドーチェスターのロジャー・ラドロウ副知事とジョン・メイソン大佐により設計および監督され、土製の砦内の大砲が海からの攻撃からボストンの植民地を守っていた。1634年、最初の司令官にニコラス・シンプキンス大佐が就いた。直後に最初の砦は修復不可能なほど崩壊し、1640年代、主に木製の砦が再建された。当時、セーカー砲が6台と、より小さな銃が3台あった。1645年、リチャード・デヴンポート大佐が司令官となったが、1665年、砦にいる時に雷に打たれ亡くなった。1665年から1686年、ロジャー・クラップ大佐が司令官を継いだ。1701年、木製の砦は取り壊され、レンガの砦に建て替えられた。この砦はアメリカの植民地のイギリス軍所属の主任技術士ウォルフガング・ウィリアム・ロマーが設計した。以前は「ザ・キャッスル」と呼ばれていたが、1701年により大きな砦に建て替えられてからウィリアム3世に因み「キャッスル・ウィリアム」と呼ばれるようになった。
アメリカ合衆国の独立の数年前、ボストンの情勢不安からキャッスル・ウィリアムはイギリス高官の避難所となっていた。1765年の印紙法や1770年のボストン虐殺事件などが地方のリーダーやイギリス兵らを脅かしていたのである。

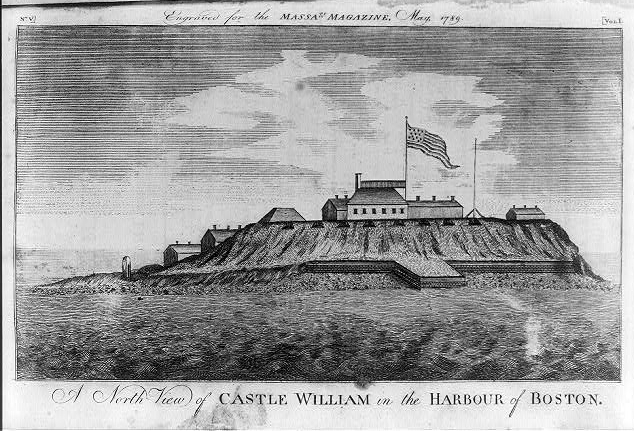
再建されたキャッスル・ウィリアム。アメリカ合衆国の独立以降フォート・アダムズとも呼ばれていた。

1775年、独立運動が勃発し、アメリカ軍はすぐにボストン包囲戦を開始し、イギリス軍はキャッスル・ウィリアムを主要な要塞として占拠した。しかしジョージ・ワシントン率いる大陸軍がドーチェスター高地の要塞化を進めたためキャッスル・ウィリアムは脅かされ、1776年3月、イギリス軍は砦に火を放ち崩壊させてボストンから撤退した。

### フォート・アダムズ
イギリス軍撤退後、年内にアメリカ軍により再建された。この頃まだキャッスル・ウィリアムと呼ばれていたが、合衆国の独立後数年内には正式にフォート・アダムズと改名された。1785年、マサチューセッツ議会は砦を刑務所として使用する決議をし、1805年まで続いた。
1797年12月7日、アメリカ合衆国大統領ジョン・アダムズが出席した祝典で「フォート・インディペンデンス」への改名が発表された。翌年、砦と島は国の所有となった。1800年から1803年、港湾防衛局により改築および増築がなされた。1811年12月のアメリカ合衆国陸軍長官の記録によると「石造りの正五角形の要塞で42台の大砲の他に6本の銃のための2台の砲台がある」。米英戦争の間、イギリス海軍艦隊はマサチューセッツ湾でアメリカの商船や漁船を拿捕し続けていたが、フォート・インディペンデンスのあるボストン港は攻撃しようとしなかった。米英戦争中、オハイオ州ブレックスビルの名のもととなったジョン・ブレック大佐はフォート・インディペンデンスの司令官となった。

### 現存する建物

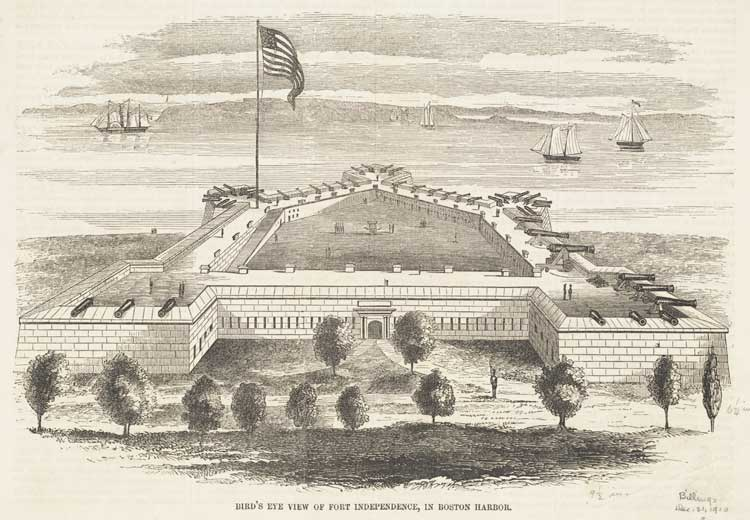
1852年、完成直後のフォート・インディペンデンス。この建物は現存している。

1833年、港湾防衛局により、軍事工学の第一人者であったシルヴァナス・タイアー大佐の管理で現在の建物の建築が始まった。高さ30フィート (9.1 m)、厚さ5.5フィート (1.7 m)の壁が建てられることとなった。主にマサチューセッツ州ロックポートの花崗岩を使用し、1851年に完成した。19世紀半ばの南北戦争では射程3マイル (4.8 km)以上の15インチのロッドマン・ガンなどの大砲96台を積むのに耐えうる高さと強度を兼ね備えていた。
1861年に南北戦争が勃発し、フォート・インディペンデンスはマサチューセッツ志願民兵第4部隊が配属された。歩兵や大砲の訓練をし、第24部隊の中心部を結成した。南北戦争中、第11部隊および第13部隊の少なくとも2部隊がここで訓練した。
南北戦争後、同じくタイアーが監督した、より大きなフォート・ウォレンが完成し、フォート・インディペンデンスは次第に使われなくなっていった。1880年代、造園家のフレデリック・ロー・オルムステッドは「エメラルド・ネックレス」と呼ばれるパークウェイや公園などを設計した。オルムステッドは東の新たな土手を通りキャッスル・アイランドと接続するパークウェイとなるドーチェスターウェイがエメラルド・ネックレスと繋がる計画を立てた。ドーチェスターウェイは実現しなかったが、1890年代、ボストンはフォート・インディペンデンスを公園にする大計画を立てた。1890年、砦を除くキャッスル・アイランドは国から譲渡された。ボストン市はキャッスル・アイランドをサウス・ボストンから隔てている湿地帯の埋め立てを開始し、緑地帯や散歩道を造ることとした。1920年に完成し、キャッスル・アイランドは島ではなくなった。1908年、砦は連邦政府からボストン市に譲渡された。

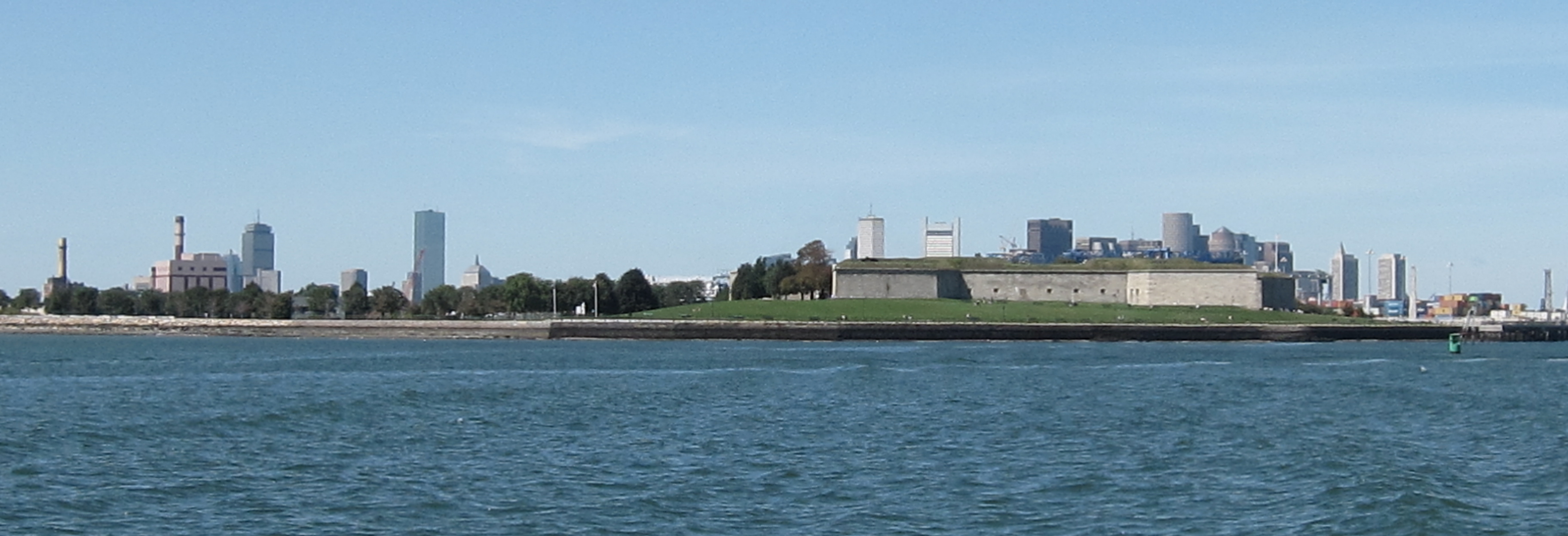
ボストン港から見るキャッスル・アイランドとフォート・インディペンデンス

1898年、米西戦争の間、アメリカ政府は短期間キャッスル・アイランドを取り戻したが、1899年にはボストンに返還された。第一次世界大戦および第二次世界大戦の間、再び民兵がフォート・インディペンデンスに留まり、高射砲が設置された。砦は第一次世界大戦中は主要な銃弾庫、第二次世界大戦中はアメリカ海軍の消磁局として使用された。戦後はボストンに返還された。
1962年、アメリカ政府はキャッスル・アイランドとフォート・インディペンデンスを恒久的にマサチューセッツ州に譲渡した。現在州公園局および非営利団体キャッスル・アイランド協会が管理している。ちなみにこの長い歴史の中で、実戦でアメリカ軍によりフォート・インディペンデンスから砲撃が行われたことは1度もない。

## エドガー・アラン・ポー
エドガー・アラン・ポーのよく知られた作品の1つにフォート・インディペンデンスが描かれているとされる。西の砲台近くの記念碑には、1817年12月25日にロバート・F・マッシー中尉が決闘で亡くなったと刻まれている。民族学者エドガー・ロウ・スノウによると、フォート・インディペンデンスの兵士たちの間でマッシーはとても人気があり、マッシーが殺されると兵士たちは相手のグスタフ・ドレイン中尉を砦の地下の壁に貼り付けにした。エドガー・アラン・ポーがアメリカ砲撃第1部隊としてフォート・インディペンデンスにいた時、この話を聞いて印象に残り、『アモンティリヤアドの酒樽』を執筆したとされる。
確かに決闘はここで行われたのだが、勝者となったドレインは兵士たちに殺されずに民兵として務め続け、のちに大佐に昇格した。第二次世界大戦後、マッシーの遺体はマサチューセッツ州エイヤーにあるフォート・デヴンズ墓地に移動された。

## 関連事項
- National Register of Historic Places listings in southern Boston, Massachusetts